# Friedrich Hermann Hofmann
Friedrich Hermann Hofmann, häufig nur Friedrich H. Hofmann, (* 1875; † 1931) war ein deutscher Kunsthistoriker.

## Leben
Hofmann studierte Kunstgeschichte an der Universität München und wurde 1902 promoviert. Anschließend war er am Bayerischen Nationalmuseum tätig. Zum 1. Oktober 1919 wurde er Direktor der neu begründeten Museen und Kunstsammlungen der Verwaltung des ehemaligen Kronguts. In dieser Position war er für die Präsentation der bayerischen Schlösser für die Öffentlichkeit verantwortlich: im Mai 1920 wurde das Obergeschoss der Münchner Residenz für das Publikum geöffnet, 1921 das Hauptgeschoss von Schloss Nymphenburg und das Residenzmuseum in Würzburg, 1923 das Marstallmuseum Nymphenburg.
Seit seiner Dissertation galt sein wissenschaftliches Interesse der Geschichte des Porzellans. Auf diesem Gebiet publizierte er zahlreiche noch heute bedeutende Studien.

## Veröffentlichungen (Auswahl)
- Die Kunst am Hofe der Markgrafen von Brandenburg: fränkische Linie (= Studien zur deutschen Kunstgeschichte. 32). Heitz, Straßburg 1901 (Dissertation, archive.org).
- Bayreuth und seine Kunstdenkmale. Verlag der Vereinigten Kunstanstalten, München 1902 (archive.org).
- Vom Ottheinrichsbau. Groos, Heidelberg 1902.
- Bezirksamt Parsberg (= Die Kunstdenkmäler von Bayern II Regierungsbezirk Oberpfalz, Heft 4). München 1906 (Digitalisat).
- mit Felix Mader: Bezirksamt Beilngries I, Amtsgericht Beilngries (= Die Kunstdenkmäler von Bayern II Regierungsbezirk Oberpfalz, Heft 12). München 1908.
- mit Felix Mader: Bezirksamt Beilngries II, Amtsgericht Riedenburg (= Die Kunstdenkmäler von Bayern II Regierungsbezirk Oberpfalz, Heft 13). München 1908.
- mit Felix Mader: Stadt und Bezirksamt Neumarkt (= Die Kunstdenkmäler von Bayern II Regierungsbezirk Oberpfalz, Heft 17). München 1909.
- Das europäische Porzellan des Bayer. Nationalmuseums (= Kataloge des Bayerischen Nationalmuseums München 10). Verlag des Bayerischen Nationalmuseums, München 1908 (archive.org).
- Altes Bayerisches Porzellan. Ausstellung im Studiengebäude des Bayerischen Nationalmuseums in München. Offizieller Katalog. Verlag des Bayerischen Nationalmuseums, München 1909.
- Frankenthaler Porzellan. Bruckmann, München 1911.
- Geschichte der bayerischen Porzellan-Manufaktur Nymphenburg. 3 Bände. Hiersemann, Leipzig 1921–1923.
- Johann Peter Melchior 1742–1825. Schmidt, München 1921 (archive.org).
- Franz Anton Bustelli. Der Meister-Modelleur von Nymphenburg 1754 bis 1763. Bruckmann, München 1923.
- Geschichte der Bayreuther Fayencefabrik St. Georgen am See. Filser, Augsburg 1928.
- mit Heinrich Stern: Führer durch die Schatzkammer der Münchner Residenz. München 1931.
- Das Porzellan der europäischen Manufakturen im XVIII. Jahrhundert. Eine Kunst- und Kulturgeschichte (Propyläen Kunstgeschichte, Ergänzungsband). Propyläen-Verlag, Berlin 1932.